# Caesalpinia scortechinii
Caesalpinia scortechinii är en ärtväxtart som först beskrevs av Ferdinand von Mueller, och fick sitt nu gällande namn av T.A. Hattink. Caesalpinia scortechinii ingår i släktet Caesalpinia och familjen ärtväxter. Inga underarter finns listade i Catalogue of Life.